# نوكيا 7710
نوكيا 7710 هو أحد أجهزة نوكيا، شركة الهواتف والتقنية النقالة. يأتي هذا الجهاز مع شاشة نوعها 640 * 320 16-بت (65,536) لون ويكون اول جهاز نوكيا يعمل على اللمس. تم إصدار هذا الجهاز في 2005. تقنيته/تردده هي النظام العالمي للإتصالات المتنقلة. جيل الجهاز هو DCT4 (APE).  صمم الجهاز على شكل "قطعة حلوى".